# Михалевич, Бейниш
Бейниш Михалевич (псевдоним, настоящее имя и фамилия — Иосиф (Иосель) Мордухович Избицкий; 1876, Брест-Литовск — 30 октября 1928, Варшава) — политический деятель, активист Бунда в Польше, еврейский писатель и педагог.

## Биография
Получил традиционное еврейское образование. В возрасте 17 лет вступил в еврейскую социалистическую организацию. В 1897 вступил в Бунд (с 1912 член центрального комитета организации). В 1901 организовал издание газеты «Дер кемфер» в Белостоке и стал её главным редактором. В 1903 арестован в Минске, в 1904 сослан на 5 лет в Архангельскую губ., в 1905 бежал, продолжал революционную работу. В 1912 поселился в Петербурге, был членом редколлегии бундовского издания «Ди цайт». С 1918 — в Варшаве, один из лидеров местной организации Бунда. В межвоенный период был соучредителем и председателем Центральной организации еврейского образования. В период с 1925 по 1926 был советником еврейской общины Варшавы. Был журналистом изданий «Лебнс-Фрагн» и «Фолкс-цайтунг».